# 大福村 (岡山県)
大福村（おおふくそん）は、岡山県都窪郡にあった村。現在の岡山市南区の一部にあたる。

## 地理
笹ヶ瀬川と足守川の合流点の南に位置していた。

## 歴史
- 1889年（明治22年）6月1日、町村制の施行により、都宇郡大福村、古新田村が合併して村制施行し、大福村が発足[1][2]。旧村名を継承した大福、古新田の2大字を編成[2]。
- 1900年（明治33年）4月1日、郡の統合により都窪郡に所属[1][2]。
- 1902年（明治35年）4月1日、都窪郡山田村と合併し福田村を新設して廃止された[1][2]。合併後、福田村大字大福・古新田となる[2]。

## 産業
- 農業